# Vaajärvi (sjö, lat 66,22, long 27,77)
Vaajärvi är en sjö i Finland. Den ligger i kommunen Posio i landskapet Lappland, i den norra delen av landet, 700 km norr om huvudstaden Helsingfors. Vaajärvi ligger 252,3 meter över havet. Den är 5,9 meter djup. Arean är 69,8 hektar och strandlinjen är 4,96 kilometer lång. Sjön  ingår i Kemi älvs huvudavrinningsområde. 